# Vrlika
Vrlika je naselje in občina s statusom mesta (hrv. Grad) na Hrvaškem, ki upravno spada pod Splitsko-dalmatinsko županijo.
Naselje Vrlika leži v vznožju Kozjaka na nadmorski višin 416 m v bližini Perućkega jezera ob cesti D1 (E71) Split-Sinj-Knin-Zagreb. Od Knina je oddaljeno 31 km. V naselju stojita župnijska cerkev Gospe od Ružarija postavljene leta 1898 in pravoslavna cerkev sv. Nikole iz 17. stoletja. Naselje z imenom Vrlika (Verchrecka) je nastalo v zgodnjem srednjem veku na mestu kjer leži sedanje naselje Cetina. Zaradi turških vpadov se je prebivalstvo srednjeveške Vrlike preselilo v zaščiteno naselje Prozor pod istoimensko trdnjavo, ki jo je v začetku 15. stoletja postavil veliki vojvoda in hrvaški ban Hrvoje Vukčić Hrvatinić.  V starih listinah se trdnjava imenuje Vrlečki grad (Castrum Werhlychky). Pod trdnjavo, katere ruševine nad naseljem so vidne še danes, je nastalo dananašnje naselje, ime Prozor pa se je počasi opustilo. Med leti 1522 do 1688 so naselju Vrlika vladali Turki, nato Benečani, od leta 1805 do 1813 Napoleon, nato pa Habsburžani. V času vojne na Hrvaškem med leti 1991 do 1995 je bila Vrlika pod nadzorom srbske vojske, delno porušena, prebivalci pa pregnani. Osvobojena je bila v Operaciji Nevihta avgusta 1995.

## Demografija
| Pregled števila prebivalcev po letih | Pregled števila prebivalcev po letih | Pregled števila prebivalcev po letih | Pregled števila prebivalcev po letih | Pregled števila prebivalcev po letih | Pregled števila prebivalcev po letih | Pregled števila prebivalcev po letih | Pregled števila prebivalcev po letih | Pregled števila prebivalcev po letih | Pregled števila prebivalcev po letih | Pregled števila prebivalcev po letih | Pregled števila prebivalcev po letih | Pregled števila prebivalcev po letih | Pregled števila prebivalcev po letih | Pregled števila prebivalcev po letih |
| ------------------------------------ | ------------------------------------ | ------------------------------------ | ------------------------------------ | ------------------------------------ | ------------------------------------ | ------------------------------------ | ------------------------------------ | ------------------------------------ | ------------------------------------ | ------------------------------------ | ------------------------------------ | ------------------------------------ | ------------------------------------ | ------------------------------------ |
| 1857                                 | 1869                                 | 1880                                 | 1890                                 | 1900                                 | 1910                                 | 1921                                 | 1931                                 | 1948                                 | 1953                                 | 1961                                 | 1971                                 | 1981                                 | 1991                                 | 2001                                 |
| 644                                  | 751                                  | 733                                  | 820                                  | 904                                  | 881                                  | 877                                  | 907                                  | 681                                  | 751                                  | 927                                  | 836                                  | 1207                                 | 1334                                 | 959                                  |